# Matías de Irala

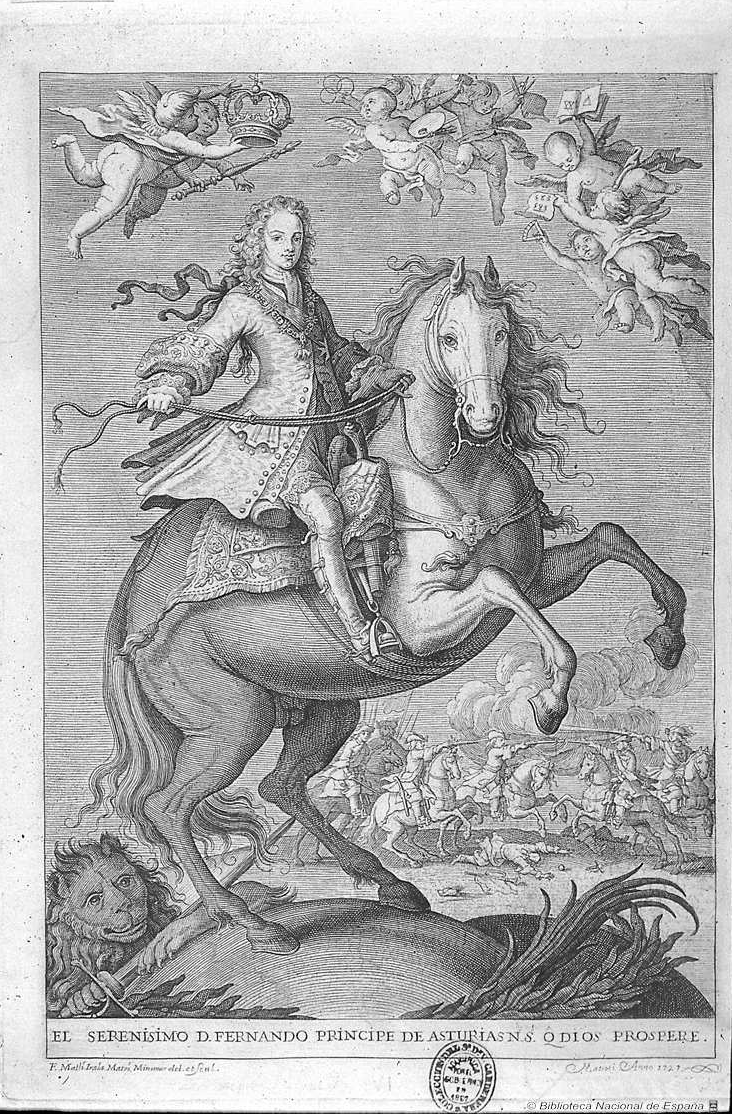
El serenísimo D. Fernando Príncipe de Asturias N.S. Q Dios prospere (Retrato de Fernando VI de España), 1727, grabado a buril, Madrid, Biblioteca Nacional de España.

Fray Matías de Irala Yuso (Madrid, 1680-1753) fue un fraile mínimo, pintor y calcógrafo español. Barroco por formación y tradición, cercano en lo decorativo a las exuberantes portadas arquitectónicas de Pedro de Ribera o a José Benito de Churriguera, que le proporcionó el dibujo para un emblemático Hércules hispano en rica cartela de ramas vegetales, fue también uno de los introductores en España del gusto rococó asociado a la nueva dinastía borbónica por su copia e imitación en la estampa de modelos foráneos.

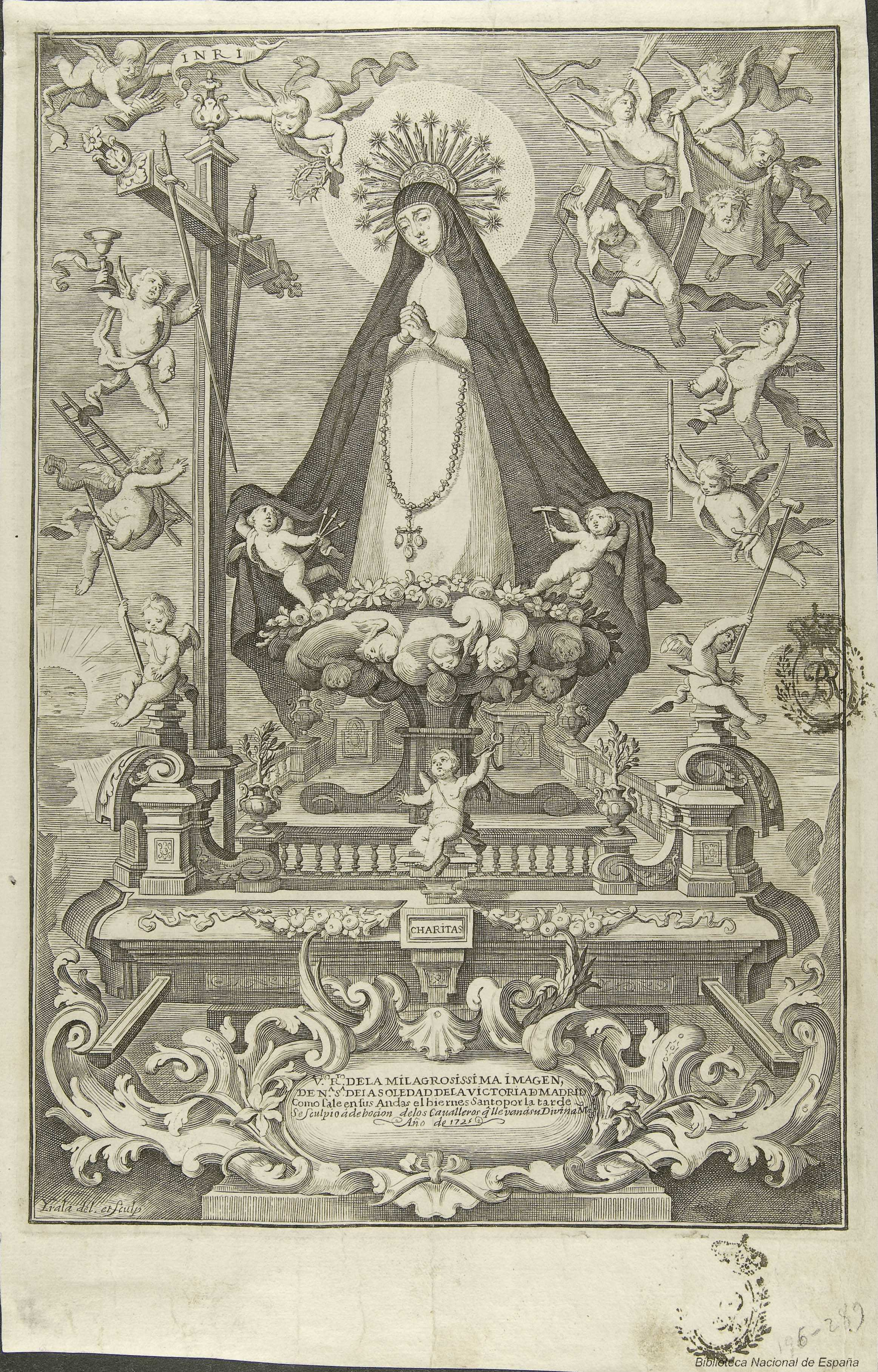
V.^{ro} R.^{ro} de la Milagrossisima Imagen de N.^{a} S.^{a} de la Soledad de la Victoria de Madrid como sale en sus andas el Viernes Santo por la tarde, 1725. Talla dulce. Biblioteca Nacional de España

## Biografía
Según Ceán Bermúdez, que apoyaba su información en documentos del archivo del convento de la Victoria en el que profesó Irala, nació en Madrid el 25 de febrero de 1680, siendo descendiente de una ilustre familia de la «Universidad de Anzuola» en la jurisdicción de Vergara, y fue bautizado, según Álvarez Baena, el 3 de marzo en la parroquia de San Andrés de Madrid, dato documentalmente confirmado en el libro de bautismos de su archivo. Fueron sus padres Leonardo de Irala Yuso, nacido en Cañas (La Rioja), aunque de familia hidalga originaria de Guipúzcoa, y la toledana María de Torija Barranco, natural de Polán.
Matías de Irala debió de iniciarse en la pintura muy joven e incluso alcanzar cierto grado de reconocimiento antes de ingresar en religión, pues consta que en agosto de 1702 fue llamado a tasar las pinturas que llevaba a su matrimonio Juan de Baraona, colección formada por treinta y ocho pinturas en su mayoría de asunto religioso y «una dozena de ninfas de francia pintadas en papel con sus marquitos tallados y dorados».
El 24 de septiembre de 1704 ingresó como hermano lego en el desaparecido convento de la Victoria, en la carrera de San Jerónimo, donde —dice Ceán— al conocer el prior su inclinación al dibujo le dispensó de otras obligaciones conventuales pasando los próximos cuarenta y ocho años en su celda, dedicado al dibujo y a su enseñanza, sin salir de ella salvo para ir al coro o al refectorio. Al contrario Álvarez Baena afirma que compaginó la vida conventual, rigurosamente observada, con el estudio y el ejercicio del dibujo, llevando una vida ejemplar y sin probar la carne en más de cuarenta años.
Bien provista de libros y estampas, su celda, en cualquier caso, debió de ser frecuentada, como también señala Ceán, por quienes apetecían sus enseñanzas, pero también por libreros, editores, impresores, estampadores y autores, entre ellos los más célebres doctores de Madrid del momento, aficionados a las artes y simples curiosos.
Sus relaciones con otros calcógrafos madrileños pueden seguirse por los dibujos para grabar que proporcionó a varios de ellos, como atestiguan las firmas de algunas estampas. Es suyo el dibujo para el grabado firmado por Gregorio Fosman empleado para portada de Practicas de visitar los enfermos, y de ayudar a bien morir, del padre Baltasar Bosch (Madrid, 1713). También llevan la firma de Irala como autor de los dibujos el retrato del arzobispo de Granada Martín de Ascargorta y el escudo de armas de Juan Manuel Pacheco Acuña Girón y Portocarrero, marqués de Villena, grabados por Francisco Gazán; es suyo del mismo modo el dibujo del retrato de la reina Isabel de Farnesio en traje de cazadora ante un retrato de su esposo, el rey Felipe V, con instrumentos de música, pinceles, paleta de pintor y un libro en cuyo lomo se lee Grandezas de la pintura, grabado en 1715 por Diego de Cosa, grabador apenas conocido y familiar posiblemente del Manuel de Cosa que en 1734 firmó por invención de Irala el retrato de la segoviana María del Santísimo Sacramente, llamada la Quintana, ante una visión de la Virgen y entre feos demonios que tratan de estorbar su devoción.
Y aunque se formó sin maestro, según Ceán, copiando estampas extranjeras, en 1753, el mismo año de su muerte, se matriculó en la recién creada Real Academia de Bellas Artes de San Fernando para estudiar grabado.

## Obra
Ceán mencionaba la existencia de varios cuadros de Irala en su desaparecido convento de la Victoria y un Santo Tomás de Aquino en la iglesia Magistral de Alcalá de Henares, «bastante amanerados y sin el mejor gusto en el dibujo y colorido», aunque, añadía, «son muchas más las obras que grabó a buril, y acaso de poco más mérito», entre las que citaba la portada de la Monarquía indiana de fray Juan de Torquemada (1723), las cuarenta y una estampas del primer tomo de los Geroglíficos sacros y divinos de Luis de Solís y Villaluz, 1734, y las ilustraciones de la edición de Ibarra de Las aventuras de Telémaco de Fénelon, impresas póstumamente en 1758.
De su pintura se conservan únicamente, junto con algún dibujo guardado en la Biblioteca Nacional de Madrid, un San Francisco Javier, apóstol de las Indias en la iglesia de la Asunción de Navarrete, en La Rioja, y un Triunfo de san Pantaleón en la parroquial de Colmenar Viejo, que no desmienten la valoración de Ceán.
Mucho más importante es su obra grabada, de cuidado y minucioso dibujo, abundante y variada tanto en la forma de estampas sueltas de devoción como, principalmente, en la ilustración de libros y, generalmente, por dibujo e invención propios. De las estampas de devoción, que suelen describirse como verdadero retrato o verdadera imagen por representar a la imagen devocional con su concreta iconografía y en el marco del retablo que usualmente la cobijaba, pueden destacarse las que dedicó a la popular imagen de Nuestra Señora de la Soledad de su propio convento de la Victoria, talla desaparecida de Gaspar Becerra, retratada por Irala en el retablo mayor de su capilla y sobre las andas con que era procesionada el Viernes Santo. Otras imágenes de bulto representadas como se veneran en sus altares son las del Cristo del Consuelo del cementerio de la parroquial de San Sebastián de Madrid y la del Cristo de los Remedios, de San Sebastián de los Reyes, la de San Antonio de Padua en la desaparecida iglesia madrileña de San Salvador o la de San Raimundo de Fitero, fundador de la Orden de Calatrava, en su retablo de la Iglesia de las Calatravas, obra de José de Churriguera.
Estampas de devoción, reunidas en un volumen, son las treinta láminas más la portada de la Lyra mysteriosa, y método contemplativo que a expressión de las láminas, facilita el passo a la devoción, para seguir a el más Soberano Maestro, en el doloroso camino de su Sacratíssima Passión, con una explicación para cada estampa en versos compuestos por Antonio Téllez de Acevedo, «vecino de esta Corte». Sin datos de edición, pero fechada la portada calcográfica en 1727, la obra iba dedicada a la Virgen de la Soledad en su capilla del convento de los mínimos de la Victoria, reproducida por Irala una vez más, y comprendía los diversos pasajes de la pasión de Cristo, desde la Oración en el huerto de Getsemaní hasta la Ascensión, comprendiendo dentro de la serie un via crucis completo en composiciones de su propia invención.
En la ilustración de libros, junto a las obras mencionadas por Ceán y las estampas incorporadas a tratados de asunto piadoso, como el retrato alegórico de santo Domingo de Guzmán recogido en la Vida del glorioso padre, y patriarca santo Domingo de Guzmán, escrita por fray Francisco de Posadas, Madrid, 1748, y el retrato de este último para la Vida del V. Siervo de Dios el presentado Francisco de Posadas escrita por fray Pedro de Alcalá, que apareció publicada el mismo año, son dignas de mención sus ilustraciones para los tratados de medicina. 

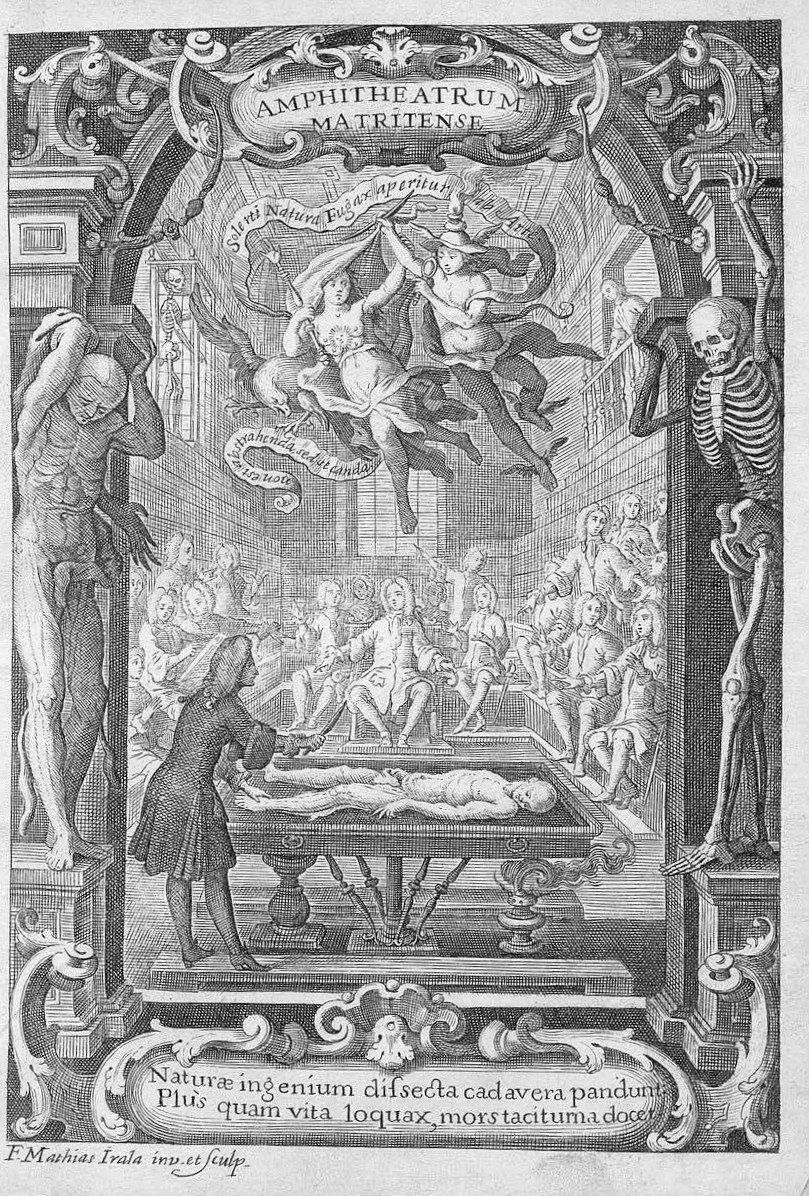
Amphiteatrum matritense (anfiteatro anatómico del Hospital General de Madrid), portada calcográfica de la Anatomía completa del hombre del doctor Martín Martínez, impreso en Madrid, en la imprenta de Fernando Peralta, 1728.

Dos tratados de anatomía y varias de las obras quirúrgico-medicinales de Francisco Suárez de Ribera salieron con ilustraciones de Irala: la Anatomía galénico-moderna de Manuel de Porras (1716 y 1733) en la que Irala firma tanto el retrato del doctor, cirujano de su majestad, como las láminas anatómicas interiores y una estampa de anteportada con el cadáver de san Francisco Javier, a quien va dedicada la obra, rodeado de médicos que examinan su cuerpo santo; y la más célebre, de la que salieron numerosas reimpresiones, de Martín Martínez, Anatomía completa del hombre, Madrid, 1728, en la que le corresponden la portada con el anfiteatro matritense y las veintidós láminas interiores. Su fuente de inspiración probablemente no serían sus propias observaciones sino el manejo de anteriores tratados anatómicos, señalándose algunos franceses como la Bibliotheca anatomica de Jean-Jacques Manguet y Daniel Le Clerc (Ginebra, 1685), junto con las observaciones que recibiese de los autores de los tratados, con los que hubo de tener trato directo.
De Francisco Suárez de Ribera se ilustran con estampas de Irala el Theatro Chyrurgico Anatómico del cuerpo del hombre viviente (1729), Quinta essentia medica theorico practica (1732), Clave médico chirurgica universal y diccionario médico, chyrurgico, anathomico, mineralógico (3 vols., 1730/1731) y Amenidades de la magia chyrurgica, y médica, natural (1736), para los que proporcionó, además de las portadas y el retrato del doctor, el grabado alegórico con las imágenes de Hipócrates y Galeno, las láminas anatómicas y algunas de las estampas calcográficas interiores de asunto botánico que se encuentran en los dos últimos libros citados, aunque —en este caso— la mayor parte de ellas llevan la firma de Juan Pérez.
Los retratos ad vivum de los doctores Manuel de Porras y Francisco Suárez de Ribera tienen su complemento en los de varios eclesiásticos empleados para encabezar las obras escritas por ellos o sus hagiografías. Algunos de estos, de carácter póstumo, pierden por ello mismo el realismo de los otros retratos y se pueden confundir con estampas de devoción. Los retratos ecuestres del príncipe de Asturias, el futuro Fernando VI (1727 el único firmado) pueden contarse entre sus obras más pulcras y de más cuidado acabado, pero la alegoría y los valores simbólicos que envuelven su figura dejan del mismo modo poco espacio al verismo del retrato.
Divulgador de los modelos ornamentales barrocos, entre 1730 y 1739 dio a la imprenta una serie de grabados reunidos en una especie de cartilla de dibujo en la que incluyó elementos decorativos arquitectónicos y dibujos anatómicos recogidos en un volumen facticio titulado Método sucinto i compendioso de cinco simetrías apropiadas a los cinco Órdenes de Arquitectura, dedicado al príncipe de Asturias, el futuro Fernando VI, que en una de las láminas aparece retratado por el fraile mínimo como protector de las artes liberales e impulsor de la Biblioteca Real y de la Academia Real de las Artes del Dibujo cuando todavía no se había creado en Madrid la Academia de San Fernando. Del álbum, publicado por Antonio Bonet Correa, se conocen siete ejemplares, cada uno de ellos con diferente número de estampas y sin conservar el mismo orden, pues nunca debió de existir una edición completa sino que las láminas se vendían —o las regalaba el autor— sueltas y era el propietario quien las reunía o encuadernaba según su gusto y sus necesidades. Tres ejemplares guarda el Museo del Prado, incluido el más completo de los conservados con treinta y nueve estampas en treinta y seis hojas. Otros dos se conservan en la Biblioteca del Palacio Real de Madrid, ejemplar regalado por el artista al príncipe de Asturias, y el Colegio Oficial de Arquitectos de Madrid, y algunas estampas sueltas se encuentran en la Biblioteca Nacional.
Los modelos de los que tomó las reglas útiles para la composición de figuras armónicas, según su propia confesión, serán Juan de Arfe, José de Ribera, Jean Lepautre y varios autores. Sin duda conoce estampas de Durero: su famoso rinoceronte aparece junto al caballo de Antonio Tempesta entre la multitud de animales que acompañan a Adán en el Paraíso. Del manierista Livre de pourtraicture de Jean Cousin el Joven tomó los escorzos y esquemas de hombres tumbados a la vez que incorporó elementos de arquitecturas fingidas deudores del jesuita Andrea Pozzo y de Ferdinando Galli Bibbiena. Pero es ese carácter misceláneo con pretensión de universalismo y de abarcar cuanto es posible dibujar lo que hace singulares sus láminas, en las que por barroco horror vacui o por una más prosaica cuestión de ahorro dado el elevado coste de las láminas de cobre, reunirá en una sola estampa los órdenes clásicos y modernos con sus variantes y detalladas explicaciones, o una multitud de angelotes y figuras infantiles en posturas variadas, un bestiario completo o todo un estudio de las fisonomías con la expresión de las pasiones humanas en decenas de rostros yuxtapuestos.   